# Inugami-san to Nekoyama-san
Inugami-san to Nekoyama-san (犬神さんと猫山さん?) è un manga yonkoma di genere yuri di Kuzushiro pubblicato da Ichijinsha sulla rivista Comic Yuri Hime. Dal manga è stato tratto un anime prodotto dallo studio Seven e trasmesso nel 2014.

## Trama
Al liceo si incontrano Inugami e Nekoyama. Come gli animali che rappresentano (il cane ed il gatto) il loro rapporto non è subito dei migliori e fin dal primo incontro si divertono a punzecchiarsi a vicenda e a battibeccare giocosamente. Ne fa le spese la loro amica comune Aki che le presenta l'un l'altra.

## Personaggi

Nekoyama e Inugami

Yachiyo Inugami (犬神 八千代?, Inugami Yachiyo)
Doppiata da Sumire Uesaka
Nonostante il cognome la associ ad un cane, Yachiyo ammette di amare di più i gatti. Innamorata di Nekoyama sin dal primo giorno, Inugami prende spesso l'iniziativa cercando di entrare in intimità con la compagna di scuola, ostacolata da Aki. Yachiyo ha inoltre diversi cani cui è molto affezionata, cosa che genera l'invidia di Nekoyama.
Suzu Nekoyama (猫山 鈴?, Nekoyama Suzu)
Doppiata da Nao Tōyama
Opposta ma romanticamente legata a Inugami, Suzu ha un cognome che la renderebbe affine ai felini - ed infatti la giovane manifesta diversi comportamenti da gattina - ma Nekoyama professa di amare molto di più i cani.
Aki Hiiragi (柊木 秋?, Hiiragi Aki)
Doppiata da Yuka Ōtsubo
Amica di Yachiyo e compagna di classe di Suzu, Aki regola la vita romantica delle due ragazze evitando che queste "si mettano in ridicolo" di fronte a tutta la scuola; inoltre cerca di mitigare l'impetuosità degli attacchi romantici di Inugami alla ritrosa Nekoyama.
Mikine Nezu (杜松 美希音?, Nezu Mikine)
Doppiata da Sayaka Horino
Compagna di classe di Yachiyo, è una ragazza dalla piccola corporatura e che ama molto il formaggio, come suggerisce anche il cognome "Nezu" che la rende vicina ai topi. Iscritta al "club degli esseri viventi", come lo presenta lei, convince Nekoyama ed Inugami a fare altrettanto.
Yukiji Ushiwaka (牛若 雪路?, Ushiwaka Yukiji)
Doppiata da Aoi Fujimoto
Senpai di Mikine, ed affine alle mucche; la sua relazione con la kohai è dichiaratamente di genere romantico dato che Yukiji viene da subito presentata da Nezu come la sua moglie e compagna ufficiale.
Sora Sarutobi (猿飛 空?, Sarutobi Sora)
Doppiata da Shoko Nagahiro
Capoclasse di Yachiyo, ricorda nei modi e nel cognome una scimmia. Pignola ed irascibile, ha in antipatia inizialmente Inugami per la sua leggerezza. Sebbene odia che la si paragoni ad una scimmia, Sora ama smoderatamente le banane.
Hibari Torikai (鳥飼 ひばり?, Torikai Hibari)
Doppiata da Erii Yamazaki
Amica d'infanzia di Sora e da molti considerata una studentessa fantasma, dato che la salute cagionevole le rendono difficile frequentare con costanza la scuola. Il suo cognome, Torikai, suggerisce un suo legame al mondo dei volatili.
Tamaki Nekoyama (猫山 珠喜?, Nekoyama Tamaki)
Doppiata da Hitomi Harada
Sorella maggiore di Suzu e giovane donna molto popolare tra le sue amiche. A differenza della sorella è molto più aperta e socievole, inoltre cambia frequentemente compagna; ama stuzzicare la scontrosa Suzu.

## Anime

### Episodi
| Nº  | Titolo italiano (tradotto) Giapponese 「Kanji」 - Rōmaji                                                                     | In onda        | In onda |
| Nº  | Titolo italiano (tradotto) Giapponese 「Kanji」 - Rōmaji                                                                     | Giapponese     |         |
| 1   | Inugami-san e Nekoyama-san 「犬神さんと猫山さん」 - Inugami-san to Nekoyama-san                                              | 4 aprile 2014  |         |
| 2   | Ushiwaka-san e Nezu-san 「牛若さんと杜松さん」 - Ushiwaka-san to Nezu-san                                                    | 11 aprile 2014 |         |
| 3   | Nekoyama-san e il tè all'erba gatta 「猫山さんとまたたび茶」 - Nekoyama-san to matatabicha                                   | 18 aprile 2014 |         |
| 4   | Nekoyama e gli occhiali 「猫山さんとメガネ」 - Nekoyama-san to megane                                                        | 25 aprile 2014 |         |
| 5   | Nekoyama-san e il karaoke 「猫山さんとカラオケ」 - Nekoyama-san to karaoke                                                   | 2 maggio 2014  |         |
| 6   | Inugami-san to Nekoyama-san e il giorno libero 「犬神さんと猫山さんと休日」 - Inugami-san to Nekoyama-san to kyuujitsu       | 9 maggio 2014  |         |
| 7   | Inugami-san e Sarutobi-san 「犬神さんと猿飛さん」 - Inugami-san to Sarutobi-san                                              | 16 maggio 2014 |         |
| 8   | Nekoyama-san e Torikai-san 「猫山さんと鳥飼さん」 - Nekoyama-san to Torikai-san                                              | 23 maggio 2014 |         |
| 9   | Inugami-san e il battibecco d'amore 「犬神さんと痴話喧嘩」 - Inugami-san to chiwagenka                                       | 30 maggio 2014 |         |
| 10  | Nekoyama-san e la giornata in piscina 「猫山さんとプール開き」 - Nekoyama-san to puurubiraki                                 | 6 giugno 2014  |         |
| 11  | Nekoyama-san e i giorni in malattia 「猫山さんと風邪の日」 - Nekoyama-san to kaze no hi                                      | 13 giugno 2014 |         |
| 12  | Inugami-san e Nekoyama-san e il festival estivo 「犬神さんと猫山さんと夏祭り」 - Inugami-san to Nekoyama-san to natsumatsuri | 20 giugno 2014 |         |
| OAV | Nekoyama-san e la gita alle terme 「猫山さんと温泉旅行」 - Nekoyama-san to onsen ryouko                                      | 18 luglio 2014 |         |

### Sigla
- Zettai Fukujū Sengen di Nao Tōyama e Sumire Uesaka